# Sphecosoma flaveolum
Sphecosoma flaveolum là một loài bướm đêm thuộc phân họ Arctiinae, họ Erebidae.